# 奈姆蒂姆萨夫一世
奈姆蒂姆薩夫一世（Merenre Nemtyemsaf I）（或譯為麥倫拉一世、莫潤爾一世）是埃及第六王朝第四位法老，在位超過10年。
早期學者相信他即位前曾與其父佩皮一世共同執政短時間。1995年由Vassil Dobrev與Michel Baud出版的南薩卡拉之石記錄文獻顯示奈姆蒂姆薩夫直接繼承父位，中間沒有空位期或攝政期。這份損毀嚴重的文獻保存了佩皮一世最後一年即第25 Count的記錄，隨即接續到奈姆蒂姆薩夫一朝。
他如其父王佩皮一世那樣，繼續探索努比亚。
有學者從佩皮二世時期建造的南薩卡拉之石推斷奈姆蒂姆薩夫至少在位11至13年。

## 外部連結
- Merenre （英文）（页面存档备份，存于）